# Флаг Советской Гавани
Флаг муниципального образования городское поселение «Город Сове́тская Га́вань» Советско-Гаванского муниципального района Хабаровского края Российской Федерации.
Флаг утверждён 12 сентября 2006 года и внесён в Государственный геральдический регистр Российской Федерации с присвоением регистрационного номера 2627.
Флаг является официальным символом городского поселения «Город Советская Гавань».

## Описание
«Флаг городского поселения Советская Гавань представляет собой цвета морской волны прямоугольное полотнище с отношением ширины к длине 2:3, несущее изображение из герба города — смещённый к древку трёхмачтовый корабль плывущий к свободному краю, в верхнем углу которого восьмилучевая звезда, все фигуры выполнены белым и серым цветом».

## Обоснование символики
Флаг составлен на основании герба городского поселения Советская Гавань по правилам и соответствующим традициям вексиллологии и отражает исторические, географические и национальные традиции.
23 мая 1853 года лейтенант Н. К. Бошняк открыл на побережье Татарского пролива залив (гавань) Хаджи. Залив оказался одной из лучших в мире естественной гаванью. 4 августа 1853 года известный флотоводец (будущий адмирал) Г. И. Невельской основал «военный его императорского высочества генерал-адмирала великого князя Константина пост», а залив стал именоваться «Императорская Гавань». Начальником поста был назначен Н. К. Бошняк. Это было первое русское поселение в этих местах.
Корабль на флаге — символ легендарного фрегата «Паллада», который был затоплен в бухте Постовая Императорской гавани. В 1853-56 годах Россия воевала с Османской империей, на стороне которых выступали Англия и Франция (осада Севастополя), поэтому адмирал Тихоокеанского флота Е. В. Путятин после посещения с дипломатическим визитом Японии и возвращения на «Палладе» к российским берегам решил затопить корабль, чтобы он не был захвачен англо-французской эскадрой.
В настоящее время построен прототип этого фрегата ставший учебным судном по воспитанию моряков. Поэтому фрегат является также символом связи прошлого с настоящим.
В 1922 году залив и посёлок стали именоваться «Советская Гавань», а в 1941 году разросшемуся посёлку был присвоен статус города. Длительное время порт Советская Гавань являлся одной из баз Тихоокеанского военно-морского флота.
Восьмиконечная звезда — аллегория знака «Роза ветров» символизирует мореплавание, устремлённость в достижении целей, спасительную звезду надежды на лучшее будущее.
Сине-зелёный цвет символизирует природу, надежду и здоровье.
Белый цвет — символ простоты, совершенства, мудрости, благородства, мира.